# マイアミ製菓
マイアミ製菓（マイアミせいか）は、神奈川県藤沢市にあった洋菓子メーカー。焼き菓子「江ノ電サブレ」で知られた。

## 歴史
1960年（昭和35年）6月創業。1962年（昭和37年）11月に法人（有限会社）に改組。
藤沢市片瀬の洋菓子専門店「ラ・プラージュ・マイアミ」を運営。平成に入ったころから売り出した「江ノ電サブレ」は主力商品となり売り上げの過半を占めていた。
2020年春以降は新型コロナウイルスの感染拡大で業況が悪化し、2021年4月30日に閉店。2021年11月11日に横浜地方裁判所から破産手続き開始決定を受けた。負債総額は4億1300万円。